# Belisana ambengan
Belisana ambengan is een spinnensoort uit de familie trilspinnen (Pholcidae). De soort komt voor in Bali. 